# Marco Simoncelli
Pour les articles homonymes, voir Simoncelli.
Marco Simoncelli, né le 20 janvier 1987 à Cattolica, dans la province de Rimini, en Émilie-Romagne, et mort le 23 octobre 2011 à Sepang, en Malaisie, est un pilote de vitesse moto italien. Il est sacré champion du monde 250 cm3 en 2008.

## Biographie

### 2002-2006:125cm3
Marco Simoncelli est âgé de quinze ans lorsqu'il commence à courir sur une Aprilia en Grand Prix 125 cm3 pendant la saison 2002, en République tchèque. Il fait six courses, marque trois points et termine l'année à la 33e place du classement final.
La saison suivante, dans la même catégorie, sans réaliser de podium, le pilote italien marque 31 points pour finir à la 21e place du Championnat du monde 2003.
En 2004, alors que son compatriote Andrea Dovizioso, avec lequel il entretient une vive rivalité, brille et est sacré Champion du monde 125, Simoncelli réussit deux pole positions et remporte son premier Grand Prix en Espagne sur le circuit de Jerez de la Frontera. Il ne remonte plus ensuite sur le podium et termine à la onzième place pour une troisième saison en catégorie 125.
La saison 2005 se révèle plus satisfaisante pour le natif de Rimini, qui réalise le doublé 2004-2005 au Grand Prix d'Espagne, et termine cinquième du classement général avec six podiums à son actif. Cette entrée dans le top-5 lui permet d'obtenir un guidon en catégorie 250 cm3, au sein de l'écurie officielle Aprilia.

### 2006-2009:250cm3

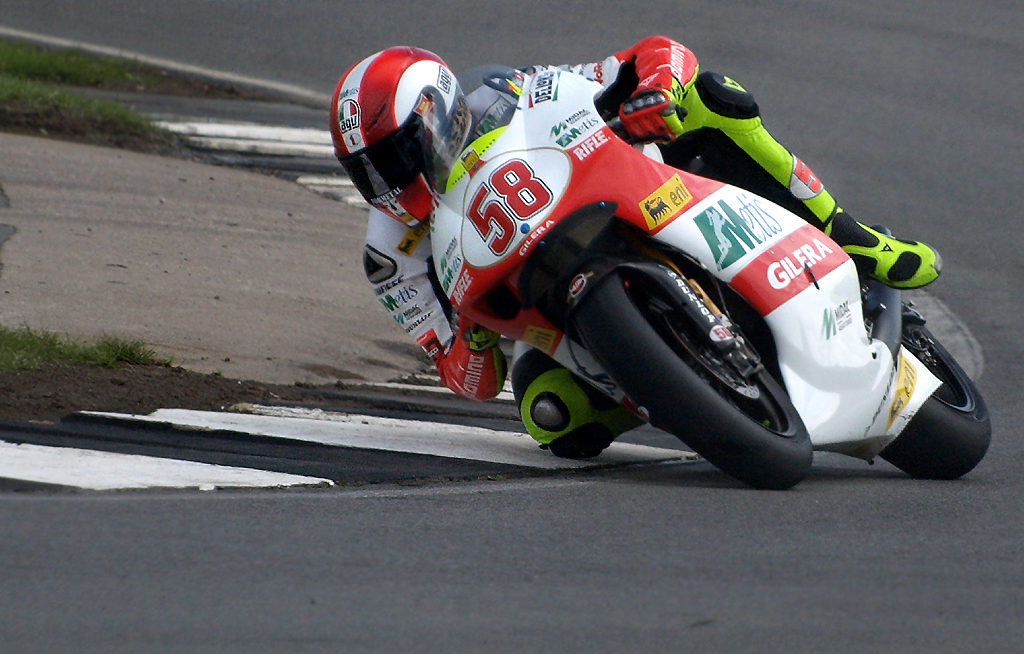
Simoncelli au guidon de la Gilera RSA 250, parée du numéro 58, à Donington Park en 2009.

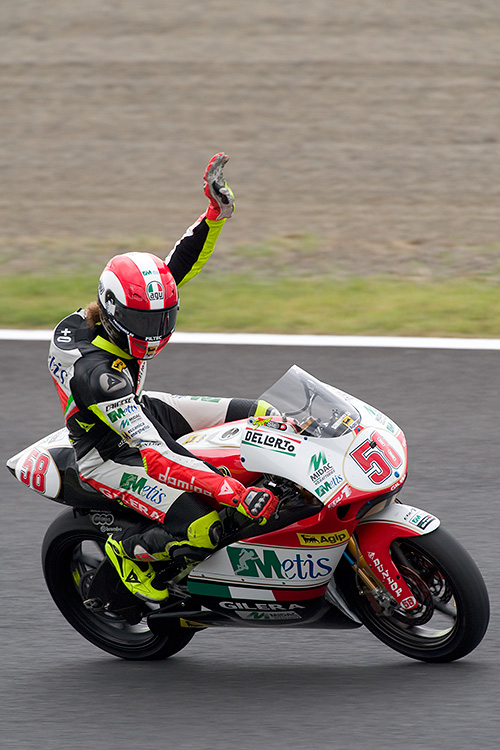
Simoncelli lors de sa victoire à Motegi en 2008, l'année de son titre en 250 cm³.

Arrivé dans la catégorie supérieure des 250 cm3 en 2006, cette première saison se révèle un peu décevante malgré les espoirs. Simoncelli la conclut à la 8e place du classement général avec seulement 92 points, sans monter sur un podium. Le team officiel Aprilia le lâche, jugeant sa saison insatisfaisante par rapport aux objectifs fixés.
Simoncelli garde néanmoins un guidon en 250 cm3 pour la saison 2007, s'engageant avec l'écurie italienne Squadra Métis Gilera Racing aux côtés de Roberto Locatelli. Le pilote perfectionne sa conduite, malgré de multiples chutes, notamment en Turquie, où il chute en perdant l'adhérence de sa Gilera RSA 250 alors qu'il était dans le top 5. Cette année-là, avec l'arrivée de nombreux talents venus de la 125 tels Alvaro Bautista, Mika Kallio, Julian Simon, Thomas Lüthi, le niveau du plateau monte d'un cran. Marco Simoncelli termine à la dixième place au classement général.
Poursuivant dans la même écurie, sa saison 2008 est l'une des plus abouties, malgré deux abandons dans les deux premières courses. Marco Simoncelli s'impose à six reprises, et monte six autres fois sur le podium en seize épreuves disputées. Cela lui permet de marquer 281 points au classement final, et d'obtenir le titre de Champion du Monde 250 cm3.
La saison suivante, malgré six victoires, l'émilien-romagnol ne parvient pas à conserver son titre. Inscrivant 231 points, il échoue à la troisième place du classement final du Championnat du monde 2009. Cette même année, sur une Aprilia, il prend part à la douzième manche du Championnat du monde de Superbike qui se déroule sur le circuit d'Imola. Après un abandon dans la première course, il termine la seconde à la troisième place.

### 2010-2011: MotoGP

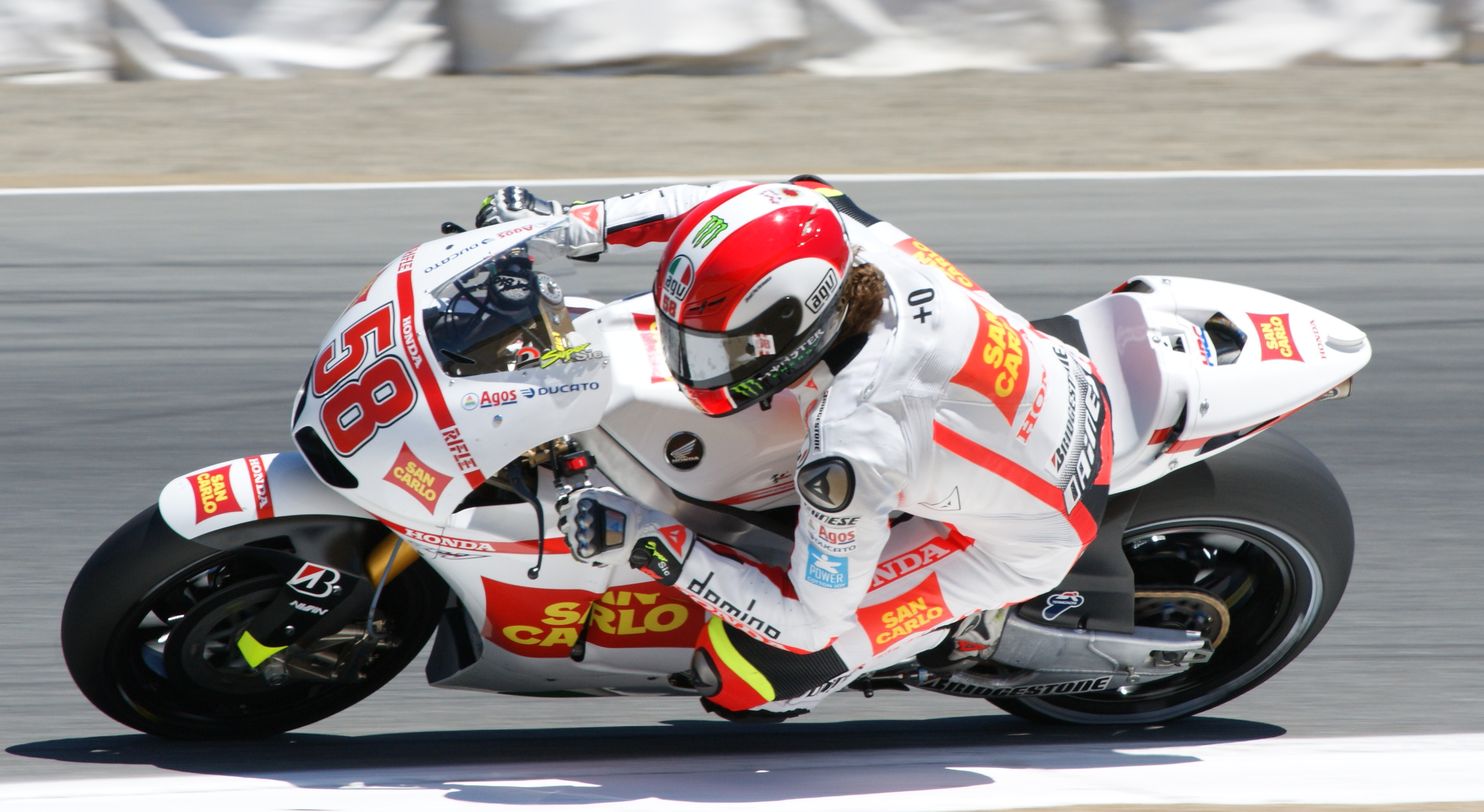
Simoncelli sur sa Honda RC212V à Laguna Seca en 2010.

Pour la saison 2010, Marco Simoncelli intègre le Championnat du monde de MotoGP, où il court pour le Honda Gresini Racing de Fausto Gresini. Honda, qui croit beaucoup en son potentiel, lui fournit un prototype d'usine (le même dont disposent les pilotes de l'écurie officielle) et non une version « clients », ce qui est plus fréquent dans les équipes satellites. Il termine l'année à la huitième place du classement final du Championnat du monde des pilotes, réalisant une excellente fin de saison. Malgré son jeune âge, Marco Simoncelli, reconnu pour sa fougue, son sourire et sa généreuse chevelure, devient petit à petit une personnalité forte du MotoGP. Il y incarne l'avenir pour l'Italie, mais aussi pour les passionnés qui apprécient son charisme et sa flamboyance; Valentino Rossi, dont il est proche, étant en fin de carrière.
Il confirme en 2011 avec deux pole positions, et deux podiums, à Brno (3e) et Phillip Island (2e), ses premiers dans la catégorie. Il est sixième au classement du Championnat du monde des pilotes avant la 17e épreuve, qui se déroule en Malaisie sur le circuit de Sepang.

### Décès

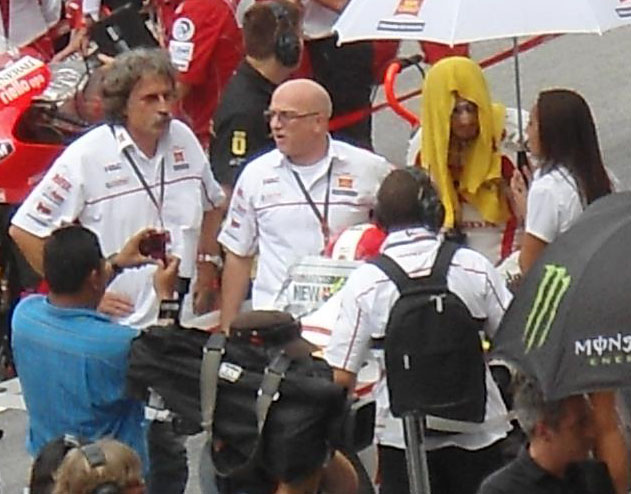
Simoncelli, sous une serviette jaune, sur la grille de départ du Grand Prix de Malaisie le 23 octobre 2011.

Le 23 octobre 2011, lors du deuxième tour du Grand Prix de Malaisie, le pneu avant de sa moto "décroche". Mystérieusement les 2 pneus de la moto "réaccrochent" à l'extérieur de la piste, ce qui ramène la moto complètement couchée de Simoncelli à l'intérieur du virage. Il vient couper la route de Colin Edwards et Valentino Rossi lors de son retour sur la piste. La Yamaha du team Tech 3 d'Edwards (qui se luxe l'épaule dans sa chute), et la Ducati de Rossi le heurtent successivement au sol ; son casque est arraché par la violence du choc. Marco Simoncelli est gravement blessé aux vertèbres cervicales, à la tête et à la poitrine. Il est immédiatement transféré en ambulance au centre médical du circuit où il arrive en état d'arrêt cardio-respiratoire. Mais les blessures sont trop graves et toutes les tentatives de réanimation échouent. La course est interrompue par drapeau rouge, puis définitivement annulée par Carmelo Ezpeleta, patron de Dorna Sports, la société qui gère les droits du Championnat du monde. Après quarante-cinq minutes de tentative de réanimation, Marco Simoncelli, 24 ans, est déclaré mort à 16 h 56 (heure locale).
Marco Simoncelli est le deuxième pilote de la catégorie MotoGP à trouver la mort en course. En 2003, Daijiro Kato, du Gresini Racing également, chute lourdement lors du Grand Prix du Japon pour succomber deux semaines plus tard, des suites de ses blessures.

### Hommages et déclarations
Le 23 octobre 2011, sur tous les terrains de Série A, Championnat de football italien, une minute de silence est observée en sa mémoire.
Valentino Rossi déclare par l'intermédiaire d'un réseau social : « Sic était comme mon jeune frère. Il était aussi rugueux sur la piste que doux dans la vie. Je ne peux pas le croire, il va me manquer énormément. » Il porte également, ainsi que son coéquipier Nicky Hayden, un casque à son effigie, lors du GP de Valence 2011. Il portera aussi un drapeau et des habits à l'effigie de SuperSic durant le tour d'hommage à ce même GP.
Loris Capirossi, pour sa dernière course, porte au GP de Valence 2011 le no 58 à la place de son numéro habituel, le 65.
Giacomo Agostini, consultant pour la chaîne de télévision Sky Sports Italie et témoin du drame, exprime : « C’est toujours difficile quand ce genre de choses arrive. Je n’ai pas de mots. On se renferme sur soi-même en pensant à un jeune homme qui a perdu la vie en aimant son sport. [...] C’était encore un enfant, une personne agréable qui m’avait promis de venir me voir. »
Les obsèques de Marco Simoncelli sont célébrées le 27 octobre 2011 dans la ville de Coriano, en la présence de dizaines de milliers de personnes, venues se recueillir depuis la mise en place d'une chapelle ardente .
Le 3 novembre 2011, le conseil d'administration du circuit de Misano décide à l'unanimité de rebaptiser le complexe sportif du nom du pilote italien.
Le 30 novembre 2013 à Latina, Doriano Romboni meurt de la même manière en participant à une manifestation en hommage à Marco Simoncelli.
Le 8 septembre 2016, la Dorna annonce le retrait officiel du no 58 de la course lors de la conférence de presse précédant le Grand Prix moto de Saint-Marin.

### La Fondation Marco Simoncelli
Créée après le décès du pilote italien et dirigée par Paolo Simoncelli (père du pilote), la fondation récolte divers dons issus d'une collection d’objets dérivés, de ventes sur eBay, d'évènements organisés en présence de nombreux pilotes. Divers stands "Sic58" fleurissent sur les différents circuits des grand prix de la saison. Le projet initial de cette fondation était le soutien aux enfants autistes, mais devant l'importance des témoignages de solidarité, d'autres projets voient le jour, avec entre autres la création de centres d’accueil pour des personnes handicapées.

## Résultats

### Par saisons
| Année | Catégorie | Moto    | Victoires | Points | Classement final |
| ----- | --------- | ------- | --------- | ------ | ---------------- |
| 2002  | 125 cm³   | Aprilia | 0         | 3      | 33e              |
| 2003  | 125 cm³   | Aprilia | 0         | 31     | 21e              |
| 2004  | 125 cm³   | Aprilia | 1         | 79     | 11e              |
| 2005  | 125 cm³   | Aprilia | 1         | 177    | 5e               |
| 2006  | 250 cm³   | Aprilia | 0         | 92     | 8e               |
| 2007  | 250 cm³   | Gilera  | 0         | 97     | 10e              |
| 2008  | 250 cm³   | Gilera  | 6         | 281    | Champion         |
| 2009  | 250 cm³   | Gilera  | 6         | 231    | 3e               |
| 2010  | MotoGP    | Honda   | 0         | 125    | 8e               |
| 2011  | MotoGP    | Honda   | 0         | 139    | 6e               |

### Résultats détaillés
| Année | Cat.    | Moto    | 1       | 2       | 3       | 4       | 5       | 6       | 7       | 8       | 9       | 10      | 11      | 12      | 13      | 14      | 15      | 16      | 17     | 18    | Classement | Points |
| ----- | ------- | ------- | ------- | ------- | ------- | ------- | ------- | ------- | ------- | ------- | ------- | ------- | ------- | ------- | ------- | ------- | ------- | ------- | ------ | ----- | ---------- | ------ |
| 2002  | 125 cm3 | Aprilia | JPN -   | RSA -   | SPA -   | FRA -   | ITA -   | CAT -   | NED -   | GBR -   | GER -   | CZE 27  | POR 13  | RIO 21  | MAL Ab. | AUS Ab. | VAL Ab. |         |        |       | 33e        | 3      |
| 2003  | 125 cm3 | Aprilia | JPN 21  | RSA 20  | SPA 14  | FRA Ab. | ITA 17  | CAT 16  | NED 20  | GBR 16  | GER 12  | CZE 14  | POR Ab. | RIO 11  | PAC Ab. | MAL 11  | AUS Ab. | VAL 4   |        |       | 21e        | 31     |
| 2004  | 125 cm3 | Aprilia | RSA Ab. | SPA 1   | FRA Ab. | ITA Ab. | CAT 7   | NED 7   | RIO 6   | GER 10  | GBR Ab. | CZE 19  | POR 6   | JPN 6   | QAT Ab. | MAL Ab. |         |         |        |       | 11e        | 79     |
| 2005  | 125 cm3 | Aprilia | SPA 1   | POR 10  | CHN 6   | FRA 5   | ITA Ab. | CAT 2   | NED 20  | GBR 4   | GER 3   | CZE 3   | JPN Ab. | MAL 9   | QAT 3   | AUS 3   | TUR 6   | VAL 5   |        |       | 5e         | 177    |
| 2006  | 250 cm3 | Aprilia | SPA Ab. | QAT 8   | TUR 11  | CHN 6   | FRA 8   | ITA 7   | CAT Ab. | NED 7   | GBR 10  | GER Ab. | CZE 9   | MAL 8   | AUS 10  | JPN 9   | POR 7   | VAL Ab. |        |       | 8e         | 92     |
| 2007  | 250 cm3 | Gilera  | QAT 9   | SPA Ab. | TUR 9   | CHN Ab. | FRA 6   | ITA 9   | CAT 9   | GBR Ab. | NED 6   | GER 7   | CZE Ab. | RSM Ab. | POR 7   | JPN 7   | AUS 7   | MAL 8   | VAL 11 |       | 10e        | 97     |
| 2008  | 250 cm3 | Gilera  | QAT Ab. | SPA Ab. | POR 2   | CHN 4   | FRA 2   | ITA 1   | CAT 1   | GBR 2   | NED 3   | GER 1   | CZE 3   | RSM 6   | JPN 1   | AUS 1   | MAL 3   | VAL 1   |        |       | 1er        | 281    |
| 2009  | 250 cm3 | Gilera  | QAT -   | JPN 17  | SPA 3   | FRA 1   | ITA 2   | CAT Ab. | NED 3   | GER 1   | GBR 4   | CZE 1   | IND 1   | RSM Ab. | POR 1   | AUS 1   | MAL 3   | VAL Ab. |        |       | 3e         | 231    |
| 2010  | MotoGP  | Honda   | QAT 11  | SPA 11  | FRA 10  | ITA 9   | GBR 7   | NED 9   | CAT Ab. | GER 6   | USA Ab. | CZE 11  | IND 7   | RSM 14  | ARA 7   | JPN 6   | MAL 8   | AUS 6   | POR 4  | VAL 6 | 8e         | 125    |
| 2011  | MotoGP  | Honda   | QAT 5   | SPA Ab. | POR Ab. | FRA 5   | CAT 6   | GBR Ab. | NED 9   | ITA 5   | GER 6   | USA Ab. | CZE 3   | IND 12  | RSM 4   | ARA 4   | JAP 4   | AUS 2   | MAL C  | VAL - | 6e         | 139    |

- en gras, les pole positions

## Palmarès
- 2 victoires en catégorie 125 cm³
- 12 victoires en catégorie 250 cm³
- Champion du monde 250 cm3 en 2008
- MotoGP: 2 pole positions, 2 podiums

### Victoires en 125 cm³: 2
| Année | Lieu du Grand Prix   | Circuit                    | Ville |
| ----- | -------------------- | -------------------------- | ----- |
| 2004  | Grand Prix d'Espagne | Circuit Permanent de Jerez | Jerez |
| 2005  | Grand Prix d'Espagne | Circuit Permanent de Jerez | Jerez |

### Victoires en 250 cm³: 12
| Année | Lieu du Grand Prix               | Circuit                     | Ville                |
| ----- | -------------------------------- | --------------------------- | -------------------- |
| 2008  | Grand Prix d'Italie              | Circuit du Mugello          | Florence             |
| 2008  | Grand Prix de Catalogne          | Circuit de Catalogne        | Barcelone            |
| 2008  | Grand Prix d'Allemagne           | Sachsenring                 | Hohenstein-Ernstthal |
| 2008  | Grand Prix du Japon              | Circuit de Motegi           | Motegi               |
| 2008  | Grand Prix d'Australie           | Circuit de Phillip Island   | Phillip Island       |
| 2008  | Grand Prix de Valence            | Circuit de Valencia         | Valence              |
| 2009  | Grand Prix de France             | Circuit Bugatti             | Le Mans              |
| 2009  | Grand Prix d'Allemagne           | Sachsenring                 | Hohenstein-Ernstthal |
| 2009  | Grand Prix de République tchèque | Masaryk Circuit             | Brno                 |
| 2009  | Grand Prix d'Indianapolis        | Indianapolis Motor Speedway | Indianapolis         |
| 2009  | Grand Prix du Portugal           | Circuit d'Estoril           | Estoril              |
| 2009  | Grand Prix d'Australie           | Circuit de Phillip Island   | Phillip Island       |